# Буччано
Буччано (итал. Bucciano) — коммуна в Италии, располагается в регионе Кампания, подчиняется административному центру Беневенто.
Население составляет 1907 человек, плотность населения составляет 272 чел./км². Занимает площадь 7 км². Почтовый индекс — 82010. Телефонный код — 0823.
Покровителем коммуны почитается святой Иоанн Креститель, празднование 24 июня.